# Ібн Маклаті
Ібн Маклаті (д/н — бл. 1054) — каїд (згодом емір) Катанської тайфи в 1052—1054 роках.

## Життєпис
Про нього відомостей обмаль. Обіймав посаду каїда (за іншими відомостями — каді) в Катанії, яку було відвойовано в візантійців 1041 року. У 1044 році приєднався до загального повстання проти Хасана II, еміра Сицилії.
Ймовірно, у 1053 році оголосив себе еміром. Контролював область від Катанії до Міл і Мессіни включно. Уклав союз із Ібн аль-Хаввасом, еміром Агрігента, оженившись на його сестрі Маймуні. Невдовзі почав війну проти Мухаммеда ібн Тумни, еміра Сіракуз. Але зазнав поразки й загинув близько 1054 року. Його володіння захопив переможець.